# Гленвил (Џорџија)
Гленвил (Џорџија) (енгл. Glennville) град је у америчкој савезној држави Џорџија. По попису становништва из 2010. у њему је живело 3.569 становника.

## Демографија
Према попису становништва из 2010. у граду је живело 3.569 становника, што је 72 (2,0%) становника мање него 2000. године.
| Група             | 2000.         | 2010.         |
| Белци             | 2.281 (62,6%) | 2.188 (61,3%) |
| Афроамериканци    | 1.225 (33,6%) | 1.122 (31,4%) |
| Азијати           | 26 (0,7%)     | 38 (1,1%)     |
| Хиспаноамериканци | 88 (2,4%)     | 177 (5,0%)    |
| Укупно            | 3.641         | 3.569         |